# Половецьк (річка)
Половецьк — річка в Україні, у Бердичівському районі Житомирської області. Ліва притока Жабокрика (басейн Дніпра).

## Опис
Довжина річки приблизно 5,2 км.

## Розташування
Бере початок на південно-східній околиці Половецького. Тече переважно на північний захід через Половецьке і в Гальчині впадає у Жабокрик, ліву притоку Коденки.